# Juncus meianthus
Juncus meianthus är en tågväxtart som beskrevs av Lawrence Alexander Sidney Johnson och Karen Louise Wilson. Juncus meianthus ingår i släktet tåg, och familjen tågväxter. Inga underarter finns listade i Catalogue of Life.